# ایکس‌دیفاینت
ایکس‌دیفاینت (انگلیسی: XDefiant) یک بازی رایگان و تیراندازی اول شخص است که توسط یوبی‌سافت سان فرانسیسکو توسعه یافته و توسط یوبی‌سافت منتشر شد.این بازی هم اکنون در دسترس نیست.